# Daniel Chabrun
 (août 2023).
Si vous disposez d'ouvrages ou d'articles de référence ou si vous connaissez des sites web de qualité traitant du thème abordé ici, merci de compléter l'article en donnant les références utiles à sa vérifiabilité et en les liant à la section « Notes et références ».
Pour les articles homonymes, voir Chabrun.
Daniel Chabrun est un chef d'orchestre français, né le 26 janvier 1925 à Mayenne, mort le 12 décembre 2006 à l'hôpital du Val de Grâce à Paris.

## Biographie
Il est le plus jeune fils de César Chabrun et de Marthe Audibert. En 1947, il épouse Raymonde Petrault (d) dont il a cinq enfants.
Menant de front des études supérieures de lettres et des études musicales sous la direction d'Yves Nat (piano), d'Henri Challan et F. Lamy (harmonie contrepoint et fugue) et de Louis Fourestier (direction d'orchestre), il remporte en 1954 un premier prix de direction d'orchestre au Conservatoire de Paris.
Il effectue l'essentiel de sa carrière à l'ORTF et est associé à de nombreuses créations notamment pour le théâtre lyrique et en particulier au Festival d'Avignon dans les années 1960 et 1970.
Défenseur de compositeurs aussi différents que Iannis Xenakis, Charles Chaynes, Maurice Ohana, Georges Aperghis, Ivo Malec, François-Bernard Mâche, Pierre Barbaud, Serge Nigg, Claude Prey, Edison Denisov, Jean Prodromidès, Christophe Looten et Adrienne Clostre, il dirigea aussi les œuvres d'Olivier Messiaen, Marcel Mihalovici, Jean Rivier et Henri Dutilleux.
En 1975 il entre au ministère de la Culture comme inspecteur principal de la musique, puis y est inspecteur général jusqu'en 1991.
Une partie des concerts enregistrés pour Radio France est disponible sur le site de l'INA.
Daniel Chabrun est officier des Arts et Lettres et commandeur de l'ordre national du Mérite.
Il repose dans le caveau de sa famille maternelle à Crémieu en Isère.

## Créations et interprétations
- Pierre Barbaud

- Plott (1970)
Commande de l'ORTF. Création au Festival d'Avignon le 7 août 1970.
- Serge Nigg

- La Croisade des enfants (1959)
Texte de Michel Suffran d’après l’œuvre de Marcel Schwob pour ensemble instrumental (15 instruments), chœur mixte et chœur d’enfants. Enregistrement radiophonique sous la direction de Daniel Chabrun, avec Roger Blin, Loleh Bellon, François Chaumette, Alain Cuny, Michel Etcheverry, réalisation Alain Trutat
- L’Étrange aventure de Gulliver à Lilliput (1960)
Texte de Philippe Soupault d’après Swift, pour récitant, chœur d’enfants et ensemble instrumental (12 instruments). Version de concert pour ensemble instrumental, créée à Paris en 1960 sous la direction de Daniel Chabrun
- Musique funèbre (1959)
Commande de Radio France (durée 15 min). Créée en 1960 par l’Orchestre de chambre de la Radio sous la direction de Daniel Chabrun
- Visages d’Axël (1973) pour orchestre
Orchestre philharmonique de l’ORTF, dir. Daniel Chabrun
- Scènes concertantes (1975) pour piano et cordes
Commande de Radio-France (durée 22 min). Créées à Paris à la Maison de Radio France par l’Orchestre de chambre de la Radio sous la direction de Daniel Chabrun avec l’auteur en soliste
- Maurice Ohana

- Syllabaire pour Phèdre (1969), opéra
Création mondiale au festival d'Avignon. Mise en scène Roger Kahane, direction musicale Daniel Chabrun
- Histoire véridique de Jacotin (1961), conte radiophonique (Prix Italia 1961)
Sur un texte d'Alain Trutat d’après un conte de Camilo José Cela. Réalisation Alain Trutat, mise en onde musicale Jacques Boisgallais. Ensemble instrumental de la RTF et solistes sous la direction de Daniel Chabrun
- Trois Contes de l'honorable fleur Création le 15 juillet 1978 au Cloître des Célestins au festival d'Avignon texte tiré de contes japonais du XVIe siècle
- Chiffres (1973)
- Messe (1977). Création au Festival d'Avignon
- Trois Graphiques (1990) pour guitare et orchestre
Orquesta filarmonica del Prado. Alberto Ponce (guitare)
- Silenciaire
- ...
- Claude Prey:

- "Le cœur révélateur" 1963 opéra PRIX IATALIA
- "Jonas" (1966) création mondiale
- "On veut la lumière?… allons-y" (1969) opéra sur l'affaire Dreyfus, Musique et Livret Claude Prey, création au Théatre municipal d'Angers en décembre 1968 puis reprise le 18 juillet 1969 au festival d'Avignon, mise en scène Pierre Barrat direction musicale D. Chabrun
- "Fêtes de la faim", 1969 opéra création mondiale au festival d'Avignon création au Cloître des Celestins 25 juillet 1969 Mise en scène Roger Kahane Direction musicale Daniel Chabrun
- "Donna Mobile 1" Opéra d'appartement - Livret de Claude Prey. Création mondiale - Nouvelle production décors, costumes et accessoires Grand Théâtre de Tours. Réalisée dans les ateliers de Tours Direction musicale : Daniel Chabrun - Mise en scène : Michel Jarry .Décors et costumes : Jean Maillot. Distribution : Ama : Isabelle Gautier. Orchestre du Grand Théâtre. Vendredi 8 février 1985 à 20h45 • Dimanche 10 février 1985 à 14h45 (archives opéra de Tours)
-…
- Jean Prodromidès :

- Passion selon nos doutes (1971/72) création mondiale opéra de Lyon : direction Daniel Chabrun, Louis Erlol
-…
- Georges Aperghis :

- "Pandaemonium" : Opéra sur un livret de Georges Aperghis. Création : le 20.07.1973, Avignon, Festival,IrèneJarsky, Bernadette Val, Martine Viard, Nicole Oxombre (S), Luis Masson, Jean Boulay, BernardMazo, Paul Guigue (Bar), Edith Scob, Claire Moget,Marie-Thérèse Cahn, Marcel Bozonnet (comédiens),Renaud François (fl), Jacques Di Donato (cl), JacquesNouredine (cl), Alain Meunier (vlc), Claude Lavoix (orgue,piano, clavecin), Jean-François Jenny Clark (cb), BernardBalet (perc), Vincent Bauer (perc)Daniel Chabrun (dir)
- "De la nature de l’eau" : Théâtre musical Création : le 30.06.1974, La Rochelle, Rencontres Internationales d’Art Contemporain, Ensemble Poyphonique de France, Daniel Chabrun (dir)
- Christophe Looten

- "Absalom" : Cantate sacrée, soprano, mezzo-soprano, baryton et 7 instruments, 1993
Jeunes Solistes, Paris, 1993, dir : D. Chabrun
- Ivo Malec : "Arco 11" pour onze archets, Création mondiale le 12 juin 1975 Orchestre de Chambre de Radio-France direction D. Chabrun

- "Un contre tous" d'après Victor Hugo Création le 1er août 1971 Cour d'Honneur au festival d'Avignon Mise en scène Pierre Barrat, Direction musicale Daniel Chabrun, interprètes Gabriel Monnet et Pierre Rousseau.
- Georges Couroupos : "Dieu le veut" Création le 16 juillet 1975 : Les Célestins au festival d'Avignon
- Alexandre Damnianovitch : « Harpes éoliennes », pour sept instruments (1987) Ensemble instrumental du concours de composition « André Jolivet » direction : Daniel Chabrun 30 mai 1987 (http://www.damnianovitch.com/oeuvres.php)
- Adrienne Clostre :"Annapurna" Opéra en un prologue et sept séquences - Texte extrait par Adrienne Clostre, d'après "Annapurna premier 8000" de Maurice Herzog Création mondiale - Nouvelle production décors, costumes et accessoires Grand Théâtre de Tours - Réalisée dans les ateliers de Tours Direction musicale : Daniel Chabrun - Mise en scène : Michel Jarry Décors et costumes : Jean-Baptiste Manessier. Orchestre du Grand Théâtre - Chœurs lyriques du Grand Théâtre . Vendredi 7 avril 1989 à 20h30 • Dimanche 9 avril 1989 à 14h30 (archives opéra de Tours)
- Mozart : Les noces de Figaro : Opéra bouffe en quatre actes - Livret de Lorenzo da Ponte, d'après la pièce de Beaumarchais "Le Mariage de Figaro" - Version originale. Production décors, costumes et accessoires Théâtre Municipal de Metz Direction musicale : Daniel Chabrun - Mise en scène : André Batisse - Chorégraphie : Ronald Darden Décors et costumes : Alain GaucheW.A. Orchestre du Grand Théâtre - Chœurs lyriques du Grand Théâtre - Ballet du Grand Théâtre Vendredi 5 décembre 1986 à 20h30 • Dimanche 7 décembre 1986 à 14h30 (archives opéra de Tours)
- François-Adrien Boïeldieu : "Les Voitures Versées" Opéra-comique en deux actes - Livret de Emmanuel Mercier-Dupaty. Production décors et accessoires Grand Théâtre de Tours - Réalisée dans les ateliers de Tours Direction musicale : Daniel Chabrun - Mise en scène : Bernard Broca . Décors et costumes : Jean Maillot. Orchestre du Grand Théâtre Vendredi 20 mars 1987 à 20h30 • Dimanche 22 mars 1987 à 14h30 (archives opéra Tours)
- Jacques Ibert : "Persée et Andromède, ou Le plus heureux des trois" : Opéra en deux actes - Livret de Nino, d'après les moralités légendaires de Jules Laforgue Nouvelle production décors, costumes et accessoires Grand Théâtre de Tours - Réalisée dans les ateliers de Tours. Direction musicale : Daniel Chabrun - Mise en scène : Michel Debraene . Décors et costumes : Jean Maillot - Chorégraphie : Jean-Christophe Maillot. Orchestre du Grand Théâtre - Chœurs lyriques du Grand Théâtre - Ballet du Grand Théâtre. Vendredi 8 février 1985 à 20h45 • Dimanche 10 février 1985 à 14h

## Filmographie
- 1960 : La Blessure d'Edmond Lévy (court-métrage) : chef d'orchestre

## Émissions de télévision
- 1964 : Le Miroir à trois faces : Werther (de Wolfgang Goethe), émission d'Aimée Mortimer, Orchestre Radio-Lyrique sous la direction de Daniel Chabrun